# بلانشت بورونوا
بلانشت بورونوا (فرانسوی: Blanchette Brunoy‎؛ ۵ اکتبر ۱۹۱۵ – ۳ آوریل ۲۰۰۵) بازیگر سینما و بازیگر تلویزیون اهل فرانسه بود.
از فیلم‌ها یا برنامه‌های تلویزیونی که وی در آنها نقش داشته‌است می‌توان به در مسافرخانه اتفاق افتاد و حیوان آدم‌نما اشاره کرد.
وی همچنین برندهٔ جوایزی همچون صلیب جنگ ۱۹۴۵–۱۹۳۹ (فرانسه) شده‌است.